# Bahn-BKK
Die Bahn-BKK (Eigenschreibweise: BAHN-BKK) ist eine deutsche Betriebskrankenkasse mit Sitz in Frankfurt am Main. Sie ist bundesweit geöffnet und Teil der gesetzlichen Krankenversicherung.

## Geschichte
1837 wurden beim Bau der zweiten deutschen Eisenbahnstrecke zwischen Leipzig und Dresden die ersten Hilfskassen zur Unterstützung der Arbeiter in Krankheitsfällen für die bei der Eisenbahn beschäftigten Arbeiter und Angestellten ins Leben gerufen. Ihre Entwicklung verlief fast parallel zur Entwicklung des deutschen Eisenbahnwesens. Aus diesen Krankenkassen haben sich die 1950 errichtete Bundesbahn-Betriebskrankenkasse (BBKK) der westdeutschen Deutschen Bundesbahn und die 1991 wieder errichtete Reichsbahn-Betriebskrankenkasse (RBKK) der ostdeutschen Deutschen Reichsbahn entwickelt. Diese bilden seit 1996 die Bahn-BKK.
Zum 1. Dezember 1998 hat sie sich auch für Nichtbetriebsangehörige der Deutschen Bahn geöffnet. Grundlage dafür bildet das 1996 eingeführte Recht auf freie Krankenkassenwahl.
Im Jahr 2017 wurde die Bahn-BKK gemeinsam mit der gemeinnützigen Organisation Off Road Kids mit dem Springer Medizin Charity Award für ihr ins Leben gerufenes Gesundheitsprojekt Streetwork+ ausgezeichnet.

## Struktur
Die Zentrale der Bahn-BKK befindet sich seit Februar 1999 in Frankfurt am Main. Die Versicherten der einzelnen Länder werden bundesweit von fünf Regionalgeschäftsstellen in
- Frankfurt am Main für Hessen, Rheinland-Pfalz, Saarland und Thüringen
- Berlin für Berlin, Brandenburg und Mecklenburg-Vorpommern
- Münster für Bremen, Hamburg, Niedersachsen, Nordrhein-Westfalen und Schleswig-Holstein
- Rosenheim für Baden-Württemberg und Bayern
- Cottbus für Sachsen und Sachsen-Anhalt

betreut. Ferner stehen 13 Servicepunkte, zumeist in großen Bahnhöfen gelegen, zur Verfügung.